# Махоун, Уильям
Уи́льям Махо́ун (англ. William Mahone; 1 декабря 1826 — 8 октября 1895) — американский инженер, учитель, начальник железной дороги, член Генеральной ассамблеи Виргинии и Конгресса США. За небольшой рост получил прозвище «Маленький Билли» (англ. Little Billy).

## Ранние годы
Уильям Махоун родился в Монро, в округе Саутгемптон, штат Виргиния, в семье Филдинга Джордана Махоуна и Марты Махоун (урождённая Дрю). Он был третий «Уильям Махоун» в роду, с момента переселения его предков из Ирландии. У него никогда не было второго имени, как следует из его диплома, свидетельства о браке и военных документов.
Городок Монро находился на берегу реки Ноттовей примерно в восьми милях к югу от Иерусалима, переименованного в 1888 году в Куртланд. Река была важной транспортной артерией до появления железных дорог. Филдинг Махоун содержал трактир и ферму. Семья чудом избежала резни белого населения во время восстания рабов Ната Тернера в 1831 году.
В 1830-х годах на смену речному транспорту постепенно пришёл железнодорожный. В 1840 году, когда Уильяму было 14 лет, семья переехала в Иерусалим, где Филдинг Махоун купил таверну. В юности Уильям подрабатывал почтальоном, развозя письма из Иерусалима в Хиксфорд. Он поступил в только что открывшееся Вирджинское военное училище в Лексингтоне и учился у профессоров Уильяма Джилхама и Томаса Джексона. Окончив училище в 1847 году, он стал инженером-строителем.

## Гражданская служба
С 1848 года он работал учителем в Академии Раппаханок в округе Каролина (Виргиния), но искал возможности стать инженером. Он содействовал постройке ж/д Орандж-Александрия, участку в 88 миль между Гордонсвилем и Александрией. Хорошо зарекомендовав себя на этой работе он был нанят инженером для создания дороги между Фредериксбергом и Гордонсвилем. В 1853 Фрэнсис Мэлори из Норфолка нанял его ведущим инженером для постройки ж/д из Норфолка в Петерсберг.

## Гражданская война
После отделения Виргинии Махоун оставался на гражданской службе. Однако он принял участие в захвате Готспотской верфи, когда был захвачен фрегат «USS Merrimack». Он сумел обмануть северян, гоняя железнодорожный состав между Норфолком и Портсмутом, создавая иллюзию массовой переброски подкреплений. Федеральный солдаты поддались на эту уловку и покинули Портсмут, отступив в форт Монро.
После этого ему присвоили подполковника, а затем и полковника 6-го вирджинского пехотного полка армии Конфедерации. Он командовал округом Норфолк до его эвакуации. В ноябре 1862 ему присвоили звание бригадного генерала. В мае 1862 года, после эвакуации Норфолка, он помогал создавать оборонительные укрепления Ричмонда возле реки Джеймс. Через некоторое время он принял участие в сражении при Севен-Пайнс, где сражался в составе дивизии Хьюджера (преимущественно на 2-й день сражения).
Затем он участвовал в Семидневной Битве и в бою за Малверн-Хилл.
Махоун принял участие практически во всех сражениях, происходивших на Востоке, но не совершил ничего примечательного. В сражении при Фредериксберге он находился на крайнем левом фланге армии, в дивизии Ричарда Андерсона. Когда началось сражение при Чанселорсвилле, бригада Махоуна сделала первые выстрелы по противнику. Она же была первой переброшена на правый фланг, когда генерал Седжвик вышел в тыл армии Ли. В том сражении бригада Махоуна состояла из пяти полков и насчитывала 1797 человек:
- 6-й Вирджинский пехотный полк: полковник Джордж Роджерс
- 12-й Вирджинский пехотный полк: подполковник Эверард Фейлд
- 16-й Вирджинский пехотный полк: подполковник Ричард Уайтхед
- 41-й Вирджинский пехотный полк: полковник Уильям Пархам
- 61-й Вирджинский пехотный полк: полковник Вирджиниус Гронер

На поле битвы при Геттисберге Махоун прибыл поздно, только на второй день сражения. Он должен был принять участие в общей атаке дивизии Андерсона на Семинарский хребет — той самой знаменитой атаке, во время которой бригада Райта сумела подняться на хребет. Однако, по непонятной причине бригада Махоуна вообще не сдвинулась с места и ничем не помогла Райту, в результате чего удачное наступление дивизии не дало никаких результатов. Генерал Андерсон лично направил Махоуну своего адъютанта, лейтенанта Шеннона с приказом наступать, но Махоун ответил: «генерал Андерсон приказал мне оставаться на этом месте». «Но я только что от генерала Андерсона, и он приказывает вам наступать!» — заявил Шеннон, но Махоун отчего-то не подчинился и на этот раз.
В сражении в Глуши Махоун не участвовал, но после сражения Ричард Андерсон стал временным командующим 2-м корпусом вместо раненого Лонгстрита, а Махоун стал командиром прежней дивизии Андерсона в составе Третьего корпуса. В сражении при Спотсильвейни корпус стоял в резерве и Махоун снова оказался в стороне от боя. В качестве командира дивизии он сумел отличиться в сражении на Норт-Анне, где его дивизия стояла на левом фланге и сумела отбить атаку дивизии Криттендена.
Махоун был маленького роста, 5 футов 5 дюймов и весил всего 45 килограмм, за что был прозван «Маленьким Билли». Один солдат сказал про него: «Он был солдат до последнего дюйма, тем более, что дюймов в нём было немного». Отелия Махоун работала тогда санитаркой в Ричмонде; когда губернатор Джон Летчер сообщил ей, что Махоун ранен во время Второго Булл-Рана, но получил только открытую рану (flesh wound), она ответила: «Теперь я понимаю, что это серьёзно, ибо у Уильяма нет никакого лишнего веса» (игра слов, связанная с тем, что слово «flesh» означает как мышечную массу, плоть, так и лишний вес). Генерал Поттер сказал про него: «Не большой человек, но большой генерал!» (Not much man, but a big general).
Его ранение при Бул-Ране не было серьёзным, но он страдал от острой диспепсии всю жизнь, а во время войны его постоянно сопровождали корова и цыплята для обеспечения пищей.
Отелия и её дети переехали в Петерсберг, чтобы быть рядом с мужем во время сражений за Петерсберг в 1864—1865 годах. Именно в те дни Уильям Махоун стал широко известен как герой боя у воронки 30 июля 1864 года. Тогда пенсильванские шахтеры прорыли туннель под позиции конфедератов и подорвали 8000 фунтов взрывчатки, разрушив укрепления и уничтожив несколько сотен солдат, но федеральные части упустили время, в результате чего Махоун успел собрать оставшихся в живых и отбить атаку. Затея со взрывчаткой обернулась серьёзными потерями для федеральной армии: в бою у воронки полегло около 5000 солдат-северян. Махоун был повышен до генерал-майора.
Тем не менее стратегия Гранта оказалась успешной: когда была перерезана последняя линия снабжения в апреле 1865. Махоун был с генералом Ли при Аппоматоксе и во время капитуляции.

## Послевоенная деятельность
После войны вернулся к сооружению железных дорог, объединив три железнодорожные линии в Atlantic, Mississippi and Ohio Railroad (AM&O). Он также активно включился в политическую жизнь, был мэром Питерсберга. После неудачи на выборах губернатора Виргинии в 1877 году возглавил Партию перестройки (Партию реформаторов — Readjuster Party). Последняя была прогрессивной коалицией республиканцев, популистских демократов и чернокожих, выступавших за реструктуризацию долга Западной Виргинии, против «власти богачей», за увеличение финансирования школ и других общественных учреждений, против подушной подати (poll tax), ограничивавшей избирательное право для бедняков всех цветов кожи. В 1881 году их кандидат Уильям Кэмерон был избран губернатором, а сам Уильям Махоун — сенатором США. Он возглавлял виргинскую делегацию на конвенциях Республиканской партии 1884 и 1886 годов. Однако в 1886 году он проиграл выборы в Сенат США консервативному демократу Джону У. Дэниелу.